# Імператор Ґо-Нідзьо
Імператор Ґо-Нідзьо́ (яп. 後二条天皇, ごにじょうてんのう, ґо-нідзьо тенно; 9 березня 1285 — 10 вересня 1308) — 94-й Імператор Японії, синтоїстське божество. Роки правління: 3 березня 1301 — 10 вересня 1308. Його ім'я перекладається як «Пізній Нідзьо», що також тлумачать як Нідзьо II.
Старший син імператора Ґо-Уди і Мотоко, доньки Хорікави Томоморі, палацового міністра й очільника лівою палацової гвардії (сакон'ефу) з однієї з ліній Коґа — підклану Мінамото (Ґендзі Муракамі). Замолоду звався принц Куніхару. 1286 року призначається спадкоємцем трону. Проте 1287 року сіккен Ходзьо Садатокі змусив імператора Ґо-Уду зректися трону на користь принца Хірохіто, який й став імператором Фусімі.
1298 року зі сходженням на трон нового імператора Ґо-Фусімі знову призначається спадкоємцем. 1301 року після зречення останнього стає імператором. Його батько отримує статус верховного імператора. Разом з тим у політичні справи почав втручатися його дід — відставний імператор Камеяма. При цьому бакуфу призначило своїм представником при дворі (канто-мосіцуґі) Сайондзі Кінхіри, пов'язаного родинними зв'язками у іншою, приборчою, лінією імператорської династії. 1308 року імператор Ґо-Нідзьо захворів та помер.
Більше уваги приділяв проведенню поетичних зібрань (ута-авасе). 1303 року провів поетичні змагання Ґо-Нідзьо-ін. 1305 року склав поетичну збірку ««Ґо-Нідзьо-ін Госю»».